# Голосний низького підняття
Голосні низького піднесення (англ. Open vowel) — різновид голосних звуків, що вимовляються з низьким підняттям відповідної частини язика в ротовій порожнині.
Інколи голосні низького піднесення називають відкритими оскільки під час артикуляції спинка язика віддалена якнайдалі від піднебіння, а рот широко відкритий.
За Міжнародним фонетичним алфавітом до голосних низького піднесення належать:
| неогублений голосний переднього ряду низького піднесення | [a] |
| огублений голосний переднього ряду низького піднесення   | [ɶ] |
| неогублений голосний заднього ряду низького піднесення   | [ɑ] |
| огублений голосний заднього ряду низького піднесення     | [ɒ] |